# ロトンダ (テッサロニキ)

平面プラン

ロトンダ（ギリシア語: Ροτόντα，英語: Rotunda）はギリシャのテッサロニキにある、ローマ帝国東方正帝ガレリウスの霊廟となる予定であった円柱形建築物（ロトンダ）である。ガレリウスのロトンダと呼ばれることもある。日本語でロタンダ、ロトゥンダと表記されることもある。
円柱形のこの建物は東方正帝であったガレリウスが、自身の霊廟とするために建造を命じたもので、306年に完成した。なお、当時どの神を祀る予定であったのかは伝えられていない。建物の直径は24.5mで、壁の厚さは6m以上もあるため過去の地震に耐えることができたといわれている。内部は8か所の長方形の窪み（一般的に彫像などを安置する場所）があり、そのうち南側の1か所が建物の入り口となっている。天井はレンガ造りで高さは30m程であり、ほぼ水平状になっている。当初の建築計画ではローマのパンテオンのような球形ドーム状で頂上に円形の天窓（オクルス）となるはずであった。
ガレリウスは311年に死去し、ガレリウスの生地の近くである現在のセルビア ガムジグラード付近のロムリアーナ遺跡に埋葬されたため、ロトンダは霊廟として使われることは無かった。その後帝国の皇帝となったコンスタンティヌス1世により、ロトンダはキリスト教会に転換された。教会となったロトンダ内部はモザイク画で飾られ、そのうちのごく一部が現存している。
教会に転換された4世紀から1200年近く経った後、テッサロニキはオスマン帝国の領土の一部となり、1590年にモスクに転換された。ミナレットが追加され、スレイマン・ホルタジ・エフェンディ・モスク（Mosque of Suleyman Hortaji Effendi）と呼ばれるようになる。1912年、第一次バルカン戦争の結果テッサロニキがギリシャの領土の一部となった時に、この施設は再びキリスト教会に再転換されたが、モスク時代のミナレットは撤去されずに残されることになった。現在、ロトンダはギリシャ政府の文化財保護部門の管理下にあり、祭祀開催時にギリシャ正教会が施設を借りて利用するという形態となっている。

## 現地へのアクセス
- ギリシャ国鉄 テッサロニキ新駅の南東2.3km